# Dead or Alive (1999)
Dead or Alive (jap. DEAD OR ALIVE 犯罪者, Dead or Alive: Hanzaisha, dt. „Tot oder lebendig: Verbrecher“) ist ein japanischer Gangsterfilm von Regisseur Takashi Miike aus dem Jahr 1999.
Der Film ist der erste Teil einer Filmreihe, die mit Dead or Alive 2 im Jahr 2000 fortgesetzt und mit Dead or Alive: Final im Jahr 2002 beendet wurde.

## Handlung
Der Film handelt von zwei unterschiedlichen Personen, einem Gangster und einem Polizisten, die sich beide anfangs nicht kennen. Am Ende entwickeln sich beide zu Kontrahenten.
Der emotionslose Ryūichi, Sohn chinesischer Einwanderer, übernimmt als gewalttätiger und skrupelloser Anführer einer kleinen Bande sukzessive die Vormachtstellung des Tokioter Stadtteils Shinjuku. Mit seiner Gefolgschaft stört er das empfindliche Gleichgewicht zwischen der japanischen Yakuza und den chinesischen Triaden. In dieser Phase kommt Ryūichis jüngerer Bruder Toji vom Auslandsstudium aus den Vereinigten Staaten zurück, welches ihm sein Bruder durch seine kriminellen Machenschaften ermöglichte. Toji ist mit dem kriminellen Lebenswandel des aufstrebenden Ryūichi nicht einverstanden, dies führt unweigerlich zu einem Konflikt, der nach und nach anschwillt.
Inmitten der blutigen Machtkämpfe steckt der pflichtbewusste Polizist Jojima, der aufgrund privater Probleme, neben der Entfremdung seiner Ehefrau plagt ihn die schwere Krankheit der gemeinsamen Tochter, in seinen Beruf flüchtet. Er wird mit den Ermittlungen für diverse Morde beauftragt. Der frustrierte Detective, der dringend 20 Millionen Yen für eine kostspielige Herzoperation seiner Tochter benötigt, kann diese Summe nicht aufbringen.
Ryūichi plant derweil einen großen Coup mit der chinesischen Mafia aus Taiwan, die mit harten Drogen auf den japanischen Markt drängt. Er spielt die beiden etablierten Gruppen, die Yakuza und die Triaden, zunächst gegeneinander aus. Da die alteingesessenen Organisationen in ihrem Bezirk keine Konkurrenz dulden, setzt er später alles auf eine Karte. Bei einem Treffen hochrangiger Unterweltgrößen beider Seiten richtet er mit seinen verbliebenen Gefolgsleuten ein brutales Massaker an, dem alle beteiligten Gäste, wie auch sein plötzlich auftretender Bruder Toji, zum Opfer fallen.
Zuvor kam es zum ersten Aufeinandertreffen zwischen Jojima und Ryūichi. Der ermittelnde Polizist kam durch Mittelsmänner auf die Spur Ryūichis, den er im direkten Zusammenhang mit mysteriösen Mordfällen sah; die genaue Stellung innerhalb der Organisationsstruktur konnte er jedoch noch nicht einschätzen, so dass dieser wieder auf freien Fuß kam. Im Verabschieden schwor der melancholische Polizist seinem Kontrahenten ihn eines Tages zur Strecke zu bringen.
Als sich der Zustand Jojimas Tochter dramatisch verschlechtert, ist der Detective gezwungen, rasch die Operationssumme zu beschaffen. Er bricht daraufhin mit der in seinem Revier üblichen Taktik der „Balance“, einer fragwürdigen und üblichen Untätigkeit gegenüber dem Treiben des organisierten Verbrechens und begibt sich auf einen gefährlichen Weg. Nach maßvollen Verhaftungswellen erpresst er von Yakuza-Bossen Geld für die überlebenswichtige Operation seiner Tochter. Selbst vor Mord schreckt der engagiert kämpfende Vater nicht zurück.
Bald überschlagen sich die Ereignisse. Jojima gelingt ein spektakulärer Fahndungserfolg, und er kann Ryūichis erste Drogenlieferung aus Taiwan sicherstellen – sehr zum Unmut des Empfängers, der zeitlich versetzt den japanischen Markt unter seiner Kontrolle bringt. Die Situation eskaliert. Aus Rache verübt der Gangsterboss daraufhin ein Attentat auf Jojimas Fahrzeug, tötet jedoch nur dessen Familie. Am Ende des Films stehen sich die beiden ungleichen Männer, beide ihrer Familien beraubt, in einer unerbittlichen und ausweglosen Schlusssituation gegenüber. Von einem Schusswechsel schwer verwundet endet ihr tödlicher Konflikt in einem apokalyptischen Ende, einer Manga-artigen atomaren Explosion jenseits der Realitätsgrenze.

## Kritiken
„Ungewöhnlicher Gangsterfilm, der nach einem furiosen Start durch eine fragmentierte Dramaturgie versucht, die Zersplitterung einer Welt zu beschreiben, die keine Regeln mehr kennt. Dabei meidet die Regie alle reißerischen Effekte zugunsten einer statischen und distanzierten Erzählhaltung, die gleichwohl für ein hohes Maß an innerer Spannung sorgt.“

„[…] die Filme des Japaners Takashi Miikes  vollziehen eine irrwitzige Montage der japanischen Gesellschaft […] Die Eröffnungssequenz […] funktioniert abseits jeglicher narrativer Logik und Bestimmung nur noch über ein hysterisch komponiertes Stakkato aus Körpern, Bewegungen und japanischem Heavy Metal: pure Beschleunigung.“

„Die Anfangs- und Schlusssequenzen sprengen in ihrer orgiastisch-surrealen Brutalität jede Sehgewohnheit. Im Hauptteil jedoch glänzt Miike durch einen nahezu meditativen Erzählrhythmus. Der Kontrast zwischen langen, erlesen komponierten Einstellungen und Gewaltexzessen erinnert an Filme von Takeshi Kitano. Tatsächlich war hier dessen Kameramann Yamamoto am Werk.“

## Auszeichnungen
Japanese Professional Movie Awards
- 2000: Special Award für Riki Takeuchi

Tokyo International Film Festival
- 1999: Asian Film Award – Special Mention für Takashi Miike